# Максим V Хаким
Максим V (в миру Джордж Селим Хаким; 18 мая 1908 — 19 июня 2001) — Патриарх Мелькитской католической церкви с 22 ноября 1967 года по 29 ноября 2000 года. Официальный титул — Его Блаженство — Патриарх Антиохии. Возглавлял Мелькитскую церковь на протяжении 33 лет, которые ознаменовались рядом бурных событий на Ближнем Востоке, традиционной территории распространения Мелькитской церкви, и быстрым ростом мелькитских приходов в диаспоре.

## Биография
Родился 18 мая 1908 года в египетской Танте в христианской семье выходцев из Алеппо. Образование получил в иезуитском колледже Святого Семейства в Каире, продолжил учёбу в семинарии Святой Анны в Иерусалиме. По её окончании был рукоположен 20 июля 1930 года во священники мелькитским архиепископом (впоследствии Патриархом) Максимом Сайехом. В 1931 году возвратился в Египет.
13 июля 1943 года хиротонисан в епископы Патриархом Кириллом IX Мохабхабом, назначен главой  архиепархии Акки, Хайфы, Назарета и всей Галилеи. После окончания Арабо-израильской войны 1947—1949 годов несколько сот тысяч палестинцев бежали с территорий, попавших под контроль израильской армии (см. Накба, Палестинские беженцы). Архиепископ Хаким прилагал существенные усилия по оказанию помощи беженцам. Также он вёл переговоры с израильским правительством, в результате которых несколько тысяч беженцев — христиан арабского происхождения вернулись в родные места на территории Израиля. В качестве одного из Отцов Собора архиепископ Хаким принял участие во всех четырёх сессиях Второго Ватиканского собора.
22 ноября 1967 года на очередном Священном Синоде архиепископ Хаким был избран Патриархом Мелькитской католической церкви, взял себе имя Максим. В 1975 году в Ливане вспыхнула гражданская война между мусульманами и христианами. Патриарх Максим выступал с осуждением мусульманского насилия над мелькитами, в 1982 году он вёл переговоры с лидером друзов Валидом Джумбалатом об обеспечении безопасности христианских деревень в Горном Ливане. Ему удалось завязать более доверительные отношения с Сирией, чем лидерам маронитов, но несмотря на это в 1990 году на Патриарха Максима было совершено неудачное покушение.
Гражданская война в Ливане вызвала массовую эмиграцию христиан-мелькитов из Ливана. Патриарх Максим уделял большое внимание обустройству и организации мелькитских приходов в эмиграции. При нём были учреждены мелькитские епархии в США, Канаде, Бразилии, Австралии, Аргентине и Мексике.
В 1986 году совершал богослужения в Русском католическом приходе св. Архангела Михаила на Манхеттене в Нью-Йорке.
29 ноября 2000 года Максим V подал в отставку с поста Патриарха ввиду преклонного возраста (ему исполнилось 92 года) и плохого состояния здоровья. Епископский синод Мелькитской церкви 5 декабря 2000 года избрал новым Патриархом Мелькитской католической церкви Григория III Лахама. 29 июня 2001 года Максим V скончался в Бейруте.